# Бахт Герай
Бахт-Гирей I (1745 — 1800) — крымский хан в Буджаке в 1789—1792 годах. Старший сын крымского хана Керима (Кырыма) Гирея I (1758—1764, 1768—1769).

## Биография
В 1758 году был назначен своим отцом, новым крымским ханом Кырым Герая, сераскиром Едисанской орды (1758—1764).
В 1767 году Бахти-Гирей был назначен калгой-султаном (1767—1768). В 1770 году Бахт Гирей был назначен нурэддином новым крымским ханом Каплан-Гиреем II. В 1770 году новый крымский хан Максуд-Гирей назначил Бахти-Гирея своим калга-султаном.
В 1789 году турецкое правительство назначило Бахти-Гирея крымским ханом в Буджаке (1789—1792 годы). Бахт Гирей назначил калгой своего младшего брата Мухаммед-Гирея, а нурэддином — Бахадыр-Гирея-султана, потомка крымского хана Саадат-Гирея.
В 1789 году крымский хан Бахти-Гирей был отправлен на войну с русской армией в Буджак. В 1792 году после завершения русско-турецкой войны и заключения Ясского мирного договора, по условиям которого Крым вошел в состав России, Бахти-Гирей был вызван в Стамбул, где его отправили в отставку и сослали в крепость на остров Крит. Позднее Бахт Гирей получил разрешение на проживание на островах Мидилли и Сакыз, а затем в Гелиболу, и потом в Текфур-Дагы. Затем Бахти-Гирей был вновь отправлен в ссылку на остров Мидилли, где и скончался в 1800 году.